# Simandre-sur-Suran
Simandre-sur-Suran is een gemeente in het Franse departement Ain (regio Auvergne-Rhône-Alpes) en telt 638 inwoners (1999). De plaats maakt deel uit van het arrondissement Bourg-en-Bresse.

## Geografie
De oppervlakte van Simandre-sur-Suran bedraagt 16,4 km², de bevolkingsdichtheid is 38,9 inwoners per km².

## Verkeer en vervoer
In de gemeente ligt spoorwegstation Simandre-sur-Suran.
De onderstaande kaart toont de ligging van Simandre-sur-Suran met de belangrijkste infrastructuur en aangrenzende gemeenten.

## Demografie
Onderstaande figuur toont het verloop van het inwonertal (bron: INSEE-tellingen).
Vanwege een beveiligingsprobleem met de MediaWiki Graph-software is het momenteel niet mogelijk deze grafiek weer te geven. Zodra de software is bijgewerkt zal de grafiek vanzelf weer zichtbaar worden.
1. ↑  Populations de référence 2022.